# Comaldessus stygius
Comaldessus stygius är en skalbaggsart som beskrevs av Spangler och Barr 1995. Comaldessus stygius ingår i släktet Comaldessus och familjen dykare. Inga underarter finns listade i Catalogue of Life.